# Valoijci
Valoijci (francosko Maison de Valois) so bili kadetska veja in nasledniki  Kapetingov, ki so vladali od leta 1328 do 1589. Mlajši člani družine so ustanovili kadetske veje v Orléansu, Anžuju, Burgundiji in Alençonu.
Valoijci so bili potomci Karla, grofa Valoijskega (1270–1325), drugega preživelega sina francoskega kralja Filipa III. (vladal 1270–1285). Njihova zahteva po prestolu je temeljila na precedensu iz leta 1316, kasneje retroaktivno pripisanemu merovinškemu salijskemu zakonu, ki je izključeval ženske (Ivana II. Navarska) in moške potomce po ženski liniji (Edvard III. Angleški) iz nasledstva francoskega prestola.
Moška linija Valoijcev je s smrtjo Henrika III. leta 1589 izumrla. Na prestolu so jih nasledili Bourboni hiša kot višja preživela veja Kapetinške dinastije.

## Nepričakovana dediščina
Vladavina Kapetingov na francoskem prestolu se je med vladavino Filipa IV. Lepega (vladal 1286-1314) zdela povsem varna. Filip ja zapustil tri žive sinove, Ludvika, Filipa in Karla, in hčerko Izabelo. Vsi trije sinovi so postal kralji, vendar so zelo kmau umrli brez moških potomcev, hčerke pa niso mogle naslediti prestola. 
Ko je leta 1328 umrl zadnji Filipov sin Karel IV., je francosko nasledstvo postalo problematično. Po njegovi smrti so se pojavili trije kandidati za njegovega naslednika:
- Filip, grof Valoijski in sin Karla Valoijskega, kot vnuk Filipa III. in nečak Filipa IV. Karlov najbližji sorodnik po moški liniji. Karel IV. ga je pred svojo  smrtjo celo izbral za regenta.
- Ivana Navarska, hčerka Ludvika X.  Čeprav je Filip V. izkoristil svoj položaj glede na svojo nečakinjo, da bi leta 1316 prevzel prestol, je imela Ivana kljub temu pravice glavne dedinje Filipa IV. Njena družina po materini strani je po smrti Ludvika X. sprva podpirala njeno kandidaturo, potem pa se je zadovoljila z Navarskim kraljestvom, ki ga je dobila v dedno last.
- Edvard III. Angleški, sin Izabele II. Francoska, hčerke in edinega preživelega otroka Filipa IV.  Edvard je zahteval francoski prestol kot vnuk Filipa IV.

Izabela II. je zahtevala francoski prestol v imenu svojega 15-letnega sina. V Angliji nasprotju s Francijo ni bilo jasno, ali lahko ženska podeduje angleško krono ali ne. Angleški precendens je dovoljeval nasledstvo po ženski liniji, saj je krono nasledil Matildin sin Henrik II.  (vladal 1154 – 1189).  Francozi so Izabelino zahtevo zavrnili z argumentom, da ona sama kot ženska ne more biti naslednica, zato te pravice ne more prenesti na svojega sina. Francoski magnati so za svojega novega monarha izbrali Filipa Valoijskega, ki je postal francoski kralj Filip VI. Za Ivano so Navaro ločili od  francoske krone in zavladala kot Ivana II. Navarska.
Ker so diplomacija in pogajanja spodleteli, bi moral Edvard III. svoje zahteve do francoskegha prestola uveljaviti  s silo. Anglija in Francija sta nekaj let vzdrževali nelagoden mir. Napetosti so se stopnjevale in se končale s Filipovo zaplembo Akvitanije leta 1337. Namesto da bi se Edvard III. sprijeznil z izgubo Akvitanije, je trdil, da je on sam zakoniti kralj Francije. Ti dogodki so pripomogli k začetku stoletne vojne (1337-1453) med Anglijo in Francijo. Čeprav Angliji v tem dolgotrajnem spopadu ni uspelo zmagati, so angleški in britanski monarhi do leta 1801, vsaj formalno, ohranjali zahteve po francoskem prestolu.

## Stoletna vojna
Stoletno vojno bi lahko šteli za dolgotrajno nasledstveno vojno med hišama Valois in Plantagenet. Zgodnja vladavina Filipa VI. je bila za Francijo obetavna. Novi kralj se je vojskoval s Flamci in na oblast vrnil svojega vazala. Napad Edvarda III. na francosko zaveznico Škotsko je Filipa VI. spodbudila, da je zaplenil Guyenne.  Edvard zaplembe ni priznal in je namesto tega zase zahteval francoski prestol. Francija je bila takrat na vrhuncu svoje moči, zato nihče ni verjel, da bi angleški kralj lahko uveljavil svoje zahteve.
Edvardova začetna strategija je bila povezovanje s Flandrijo in knezi Svetega rimskega cesarstva. Zavezništva so bila draga in premalo produktivna. Med premirjem sta se francoski in angleški kralj vmešala v vojno za bretonsko nasledstvo. Leta 1346 je Edvard napadel Francijo in izropal podeželje, namesto da bi ga poskušal zadržati zase. Francoske sile so se z njim spopadle v bitki pri Crécyju in doživele uničujoč in ponižujoč poraz. Edvardu je kljub temu uspela samo zasedba Calaisa.
Leta 1350 je Filipa VI. nasledil sin Ivan II.. Njegovo oblast je ogrožal Karel II. Navarski, ki je uveljavljal pravice do francoske krone preko svoje matere, potomke Filipa IV. Karel II. je skladno s svojimi trenutnimi interesi večkrat zamenjal stran in izgubil zaupanje tako angleškega kot francoskega monarha. 
Leta 1356 se je na  uničevalski pohod v Francijo odpravil Edvard Črni princ in se skušal izogniti boju z večjo vojsko francoskega kralja. Pogajanja med sprtima stanema so propadla. Sledila je bitka pri Poitiersu, v kateri so Francozi doživeli nov ponižujoč poraz, njihov kralj pa je bil ujet. Edvard je upal, da bo zmago izkoristil za zasedbo Francije in svoje kronanje v Reimsu. Načrti se mu nisi izšli. Novi francoski voditelj, princ Karel, se je izognil novi bitki, Reims pa je zdržal angleško obleganje. Sledil je Sporazum iz  Brétignyja, s katerim je angleški kralj dobil polno suverenost nad razširjeno Akvitanijo, in se odpovedal vojvodini Touraine, grofijama Anžu in Maine, vrhovni oblasti v Bretaniji in Flandriji ter svoji zahtevi po francoskem prestolu.
Princ Karel je leta 1364 postal kralj Karel V. V kastiljski državljanski vojni je podprl Henrika Trastamarskega, medtem ko je Črni princ podprl vladajočega kralja Petra Kastiljskega. Črni princ je v vojni zmagal, vendar mu Peter ni hotel plačati njegovih stroškov. Črni princ je svoje stoške poskušal nadomestiti z zvišanjem davkov v Akvitaniji, zaradi česar so se Akvitanci pritožili francoskemu kralju. Vojna se je ponovno začela. Francozi so postopoma osvajali svoje ozemlje. Ko je Karel V. leta 1380 umrl, so Angleži posedovali samo še Calais, Bordeaux in Bayonne.
Stare velike družine francoskega fevdalnega plemstva je v veliki meri nadomestil enako močan razred  knezov kraljeve krvi. Po zaplembi Guyenne je od starega visokega plemstva ostal samo flandrijski grof. Velik del plemstva v francoskem kraljestvu so tvorili montfortski vojvode iz Bretanije, hiši Évreux in Bourbon ter knezi iz hiše Valois.
Leta 1380 je prestol nasledil enajstletni Karel VI., prvi mladoletni kralj po Ludviku Svetemu  leta 1226. Oblast je prešla v roke njegovih stricev, vojvod Anžuja, Berryja in Burgundije, ki so imeli vsak svoje cilje. Anžu je uveljavil svoje zahteve v Neapeljskem kraljestvu, Berry se je ukvarjal s svojimi velikimi posestmi v Languedocu, vojvoda Burgundije, ki se je poročil z naslednico Flandrije, pa je ugotovil, da je priročno vladati svojim prostranim gospostvom iz Pariza. Karel je pri 21 letih prekinil stričevo regentstvo, čeprav bi bil do tega upravičen že pri 14 letih. Njegova zgodnja vladavina je bila obetavna, duševne motnje, ki jih je morda podedoval od bourbonskih vojvod prek svoje matere, pa so se  izkazale za pogubne za Francijo. Burgundec, najmočnejši med knezi in vrstniki, je prevzel oblast v svoje roke. Njegovo oblast je izpodbijal njegov nečak in kraljev brat Ludvik I. Orléanski. Rivalstvo med princema in njunimi potomci je privedlo do državljanske vojne med Armagnacom in Burgundijo.
Leta 1415 je v Francijo vdrl  Henrik V. Angleški, pravnuk Edvarda III. V bitki pri Agincourtu se je z Angleži spopadla armanjaška frakcija in bila zdesetkana. Vojvodi Orléansa in Bourbona sta bila ujeta, burgundska frakcija v Parizu pa se je okrepila. Henrik V. je nadaljeval z osvajanjem Normandije. Armagnaci so umorili burgundskega vojvodo Ivana Neustrašnega v  zapoznelem maščevanju za atentat na Ludvika I. Orléanskega. Novi vojvoda Filip Dobri se je povezal z Angleži. S Sporazumom iz Troyesa je Henrik V. Angleški postal regent Francije in dedič francoskega prestola. Poročil se je s Katarino Valoijsko, hčerko francoskega kralja, s čimer je bil princ Karel dejansko razdedinjen. Položaj Henrika V. je konec istega leta ratificirala Generalna skupščina kraljestva.
Sporazum iz Troyesa je pomenil zanikanje legitimnosti Valoijcev, vendar so ga priznali samo na ozemljih pod angleško oblastjo na severu Francije in zavezniških vojvodinah Burgundiji in Bretaniji. Henrik V. je umrl pred svojim bolnim tastom Karlom VI. in prepustil bodoče lancastersko francosko kraljestvo svojemu eno leto staremu sinu Henriku VI. Angleškemu in bratu Ivanu Bedfordskemu
Bedfordovo uspešno vladanje je preprečilo Karlu VII. Francoskemu, da bi prevzel oblast v severni Franciji. Leta 1429 je Ivana Orleanska uspešno  vodila obleganje Orléansa in v Reimsu kronala kralja, kar je bila pomembna francoska propagandna zmaga. Angleška vojna prizadevanja so ovirali ostri boji med Bedfordom, njegovim bratom Humphreyjem Gloucesterskim in njunim stricem kardinalom Beaufortom. Vojvoda Burgundije, ki je uvidel Humphreyevo nepremišljenost, je prestopil na stran francoskega kralja in z njim leta 1435 sklenil Arraški  sporazum. Bedford je tisto leto umrl.
Sprti strani sta zatem sklenili dolgo premirje. Francoski kralj se je v tem času pripravil na obnovo vojne, medtem ko so se Angleži sprostili in si oddahnili od novih  davkov. Do leta 1450 so Francozi ponovno vzpostavili oblast v Normandiji in Guyenneu. Zadnji angleški poskus, da bi si povrnili izgubljena ozemlja, se je končal z odločilnim porazom v bitki pri Castillonu leta 1453. Po porazu so Angleži izgubili vse francosko ozemlje razen Calaisa. Oblast Valoijcev je bila ponovno vzpostavljena in potrjena.

## Centralizacija oblasti
Po izgonu Angležev je Karel VII. ponovno vzpostavil kraljestvo kot največjo silo zahodne Evrope. Ustanovil je prvo francosko stalno vojsko po rimskih časih in s Pragmatično sankcijo iz Bourgesa omejil papeško moč v Franciji.  Kasnejša leta njegove vladavine so zaznamovali prepiri z njegovim najstarejšim sinom in dedičem, neposlušnim princem Ludvikom. Sin je bil zaradi svojih spletk izgnan z dvora in se je v Francijo vrnil šele po očetovi smrti.
Ludvik XI. je nasledil svojega očeta leta 1461. Na začetku svoje  vladavine je v nasprotju z očetovo politiko ukinil Pragmatično sankcijo, da bi zadovoljil papeža, in stalno vojsko, ki ji ni zaupal, zamenjal s švicarskimi plačanci. Kot princ se je povezal s plemstvom proti svojemu očetu, kot kralj pa je ugotovil, da svojo moč lahko ohrani le tako, da jih podredi. Celo življenje je bil sovražnik Karla Drznega, grofa Charolaisa in pozneje burgundskega vojvode. Leta 1465 Liga javnega bogatva, zavezništvo fevdalnih knezov, ki so jo sestavljali Karel Drzni in več drugih, tudi kraljev brat,  poskušala obnoviti svoje fevdalne pravice. Ludvik  se je bal zaostrovanja konflikta proti tej mogočni koaliciji. Da bi dosegel mir, je priznal vse njihove zahteve, vkljućno s to, da je bratu vrnil Normandijo.
Ludvik se je redko zanašal na vojno srečo. Bolj kot nanjo se je zanašal na spletke in diplomacijo.  Svojo moč je ohranjal tako, da je izplačeval pokojnine dobro pozicioniranim ljudem na dvorih svojih vazalov in v sosednjih državah. Ob prvi priložnosti je bratu odvzel Normandijo in podkupil  angleškega kralja Edvarda IV., da je opustil napad na Francijo. Spodbujal je upore v burgundskih domenah. Po smrti Karla Drznega leta 1477 je zasegel vojvodino Burgundijo, ki jo je že prej zahteval zase. Poroka Marije Burgundske, dedinje Karla Drznega, z Maksimiljanom Avstrijskim se je za poznejše generacije izkazala za problematično. Leta 1481 je umrl zadnji moški član rodbine [[Anžujci| in vse anžujinske posesti prepustil kralju. Proti  koncu Ludvikove  vladavine je kraljeva oblast v Franciji postala absolutna.

## Vojne v Italiji
Karel VIII. je nasledil svojega očeta leta 1483, star 13 let. Med  njegovo mladoletnostjo so  plemiči ponovno poskušalo prevzeti oblast, vendar jih je porazila Karlova sestra Ana Francoska. Karlova poroka z Ano Bretansko je preprečila popolno habsburško obkolitev Francije.
Karel VIII. se je kot dedič Anžujcev odločil zahtevati Neapeljsko kraljestvo, kar je pomenilo začetek italijanskih vojn. Septembra 1494 je Karel napadel Italijo s 25.000 možmi in do 22. februarja 1495 skoraj brez odpora dosegel svoj cilj. Hitrost in moč francoskega napredovanja sta prestrašili italijanske države. Proti Francozom se je ustanovile Beneška zveza, ki so jo sestavljale Beneška in Firenška republika, Milanska in Mantovska vojvodina, španski in neapeljski kralj, cesar Svetega rimskega cesarstva in papež. Karel, ki ni želel ostati ujet v Neaplju, se je z nasprotnikom spopadel v bitki pri Fornovu, v kateri je zmagal, vendar se je vrnl v Francijo in izgubil vse osvojitve in vojni plen.
Dolgovi, ki si jih je nakopal za kampanjo, so mu preprečili nadaljevanje vojne. Leta 1498 je v nesreči umrl. Z njegovo smrtjo je starejša linija hiše Valois izumrla. Nasledil ga je njegov bratranec, vojvoda Orleanski, ki je postal francoski Ludvik XII.
Ludvik XII. se je poročil z Ano Bretansko, vdovo svojega predhodnika, da bi Bretanijo obdržal v svojem kraljestvu. Nadaljeval je politiko svojega predhodnika, tudi v Italiji. Vojvode Orleanski so bili potomci Valentine Visconti in so prek nje zahtevali Milansko vojvodino. Od leta 1499 do 1512, razen v kratkem obdobju leta 1500, je bil Ludvik XII. milanski vojvoda.  Francoska vojaška dejavnost se je v Italiji nadaljevala s spori z različnimi zvezami, ustanovljenimi za boj proti francoski oblasti. Ludvik je umrl brez sina. Nasledil ga je njegov bratranec in zet Franc Angoulêmski, ki je leta 1515 postal kralj Franc I. Francoski.
Franc I. je v bitki pri Marignanu je premagal Švicarje, ki so njegovega predhodnika izgnali iz Milana, in prevzel oblast nad vojvodino. Na cesarskih volitvah leta 1519 so se za cesarski položaj borili kralji Španije, Francije in Anglije. Španski kralj je bil vnuk pokojnega cesarja Maksimilijana I. Habsburškega, vendar so ga volivci imeli za tujca, tako kot francoskega kralja. Kralji so se zatekli k podkupovanju in novi cesar Svetega rimskega cesarstva je postal španski kralj Karel V.
Karel V. je postal prvi monarh v Evropi, tako v nazivu kot v resnici. Rivalstvo francoske kraljeve hiše s Habsburžani je vladalo do konca 16. stoletja. Cesar je leta 1521 Francozom prevzel Milano. Karla V. sta podprla tudi angleški kralj in papež in Francijo so z vseh strani obkrožali sovražniki. Notranje težave v Franciji so privedle do tega, da je Karel III. Bourbonski prebegnil na cesarjevo stran.  Leta 1525 so bili Francozi v bitki pri Pavii poraženi, sam kralj pa ujet. Po sklenitvi Madridskega sporazuma je bil osvobojen, vendar bi se moral odpovedati zahtevam po Neaplju in Milanu, Španiji predati Burgundijo, se odpovedati suverenosti nad Flandrijo in Artoisom in dati dva svoja sinova za talca. Franc je sporazum zavrnil. Ker se je v boju proti cesarju pogosto znašel sam, je sklenil francosko-osmansko zavezništvo s sultanom Sulejmanom I., kar je povzročilo sramoto krščanski Evropi. Fran je podpiral spreobrnitev nemških knezov v protestantizem, saj je to povečalo število njegovih potencialnih zaveznikov proti cesarju. V svojem kraljestvu je protestante zatiral.
Franca I. je leta 1547 nasledil sin Henrik II. On in njegovi nasledniki so nadaljevali politiko Franca I. V svojem kraljestvu so preganjali protestante, medtem ko so bili protestanti v tujini njegovi zavezniki. Henrik II. je zasedel je škofije Metz, Toul in Verdun. Francoska ofenziva v Italiji ni uspela. 
Cesar Karel V. je leta 1556 abdiciral in razdelil habsburška gospostva med svoja sinova. Filip II. Španski je dobil Španijo in Nizozemsko, Ferdinand I. pa je postal cesar. Francozi so potem, ko se je Anglija povezala s Španijo, ponovno zavzeli Calais. Italijanske vojne je končal mirovni sporazum, sklenjen v Cateau-Cambrésisu leta 1559. Francozi so izgubili vsa svoja italijanska ozemlja razen Saluzza in dobili v posest Calais in tri omenjene škofije. Sporazum je bil velika diplomatska zmaga Filipa II., ki se ni odrekel ničemur, kar mu je pripadalo. Španski kralj je obdržal Franche-Comté in dobil Milano, Neapelj, Sicilijo, Sardinijo in državo Presidi, zaradi česar je postal najmočnejši vladar v Italiji.

## Francoske verske vojne
Zadnje obdobje vladavine Valoijcev v Franciji so zaznamovale francoske verske vojne. Henrik II. je leta 1559 umrl v nesreči v viteškem dvoboju. Nasledil ga je njegov najstarejši sin Franc II. Novi kralj je bil preko svoje žene, škotske kraljice Marije I., že kralj Škotske. Oblast nad mladim kraljem so pridobili člani rodbine Guise, kraljičini sorodniki po materini strani.
Guisi so bili kadetska veja lorenske vojvodske hiše. Trdili so, da so potomci Karla Velikega in načrtovali pridobiti francoski prestol. Svoje sorodnike Bourbone so imeli za svoje naravne sovražnike. Vodilni Bourboni, med njimi Antoine, kralj Navare, in njegov brat Ludvik, princ Condéja, so bili protestanti, Guisi pa so bili zagovorniki katolištva.  Ko je mladi Franc II. umrl, je malo manjkalo, da bi Guisi usmrtili Condéja.
Ko je pokojnega kralja leta 1560 nasledil mladoletni brat Karel IX., je njegova mati  Katarina Medičejska poskušala vzpostaviti ravnotežje moči. Osvobodila je Condéja v upanju, da bo Bourbone uporabila kot protiutež proti Guisom. Antoine Navarski se je spreobrnil v katolištvo in postal maršal kraljestva. Sledil je pokol v Vassyju, ki je sprožil prvo francosko versko vojno (1562–1563) med katoličani in hugenoti.  Antoine Navarski in Franc I. Guiški sta v tej vojni umrla. Pomembna žrtev druge verske vojne (1567–1568) je bil francoski maršal Anne de Montmorency. V tretji vojni (1568–1570) je umrl Condé. Hugenoti v vojni niso mogli doseči ključne zmage, obdržali pa so svojo vojsko.
Navarski kralj Henrik III. se je leta 1572 poročil z Margareto Francosko, sestro Karla IX. Poroka, za katero so pričakovali, da bo spravila protestante in katoličane, se je izkazala za razočaranje. Protestanti, ki so se zgrinjali v Pariz na Henrikovo poroko, so bili v Šentjernejski noči na 24. avgust 1572 množično pobiti. Henriku in Condéju je bilo prizaneseno, vendar sta bila prisiljena v spreobrnitev v katolištvo in pridržana. Karla IX. je do smrti preganjala krivda, da je dovolil pokol. Leta 1573 je bil Karlov brat Henrik Anžujski izvoljen za poljskega kralja.
Henrik je samo tri mesece po kronanji za poljskega kralja leta 1574 nasledil francoski prestol kot Henrik III. Naslednje leto je kraljev edini preostali brat, vojvoda Alençonski, pobegnil z dvora in se pridružil Condéju in Navari. Njihova združena grožnja je prisilila novega kralja, da je ugodil zahtevam upornikov. Alençon je postal anžujski vojvoda. Popuščanje hugenotom je vznemirilo katoličane, da so ustanovili Katoliško zvezo. Zvezo so vodili knezi hiše Lorraine – vojvode Guise, Mayenne, Aumale, Elboeuf, Mercœur in Lorraine, ki jih je podpirala Španija. Hugenoti so držali jugozahod kraljestva in bili povezani z Anglijo in nemškimi knezi. Smrt kraljevega brata leta 1584 je pomenila, da je navarski hugenotski kralj postal domnevni naslednik francoskega prestola. Pod pritiskom Katoliške zveze je kralj izdal Odlok iz Nemoursa, ki je prepovedala protestantizem in protestantom onemogočila zasedbo kraljevega položaja.
V nastali vojni treh Henrikov so se rojalisti, ki jih je vodil kralj, hugenoti, ki jih je vodil Henrik Navarski, in Katoliška zveza, ki jo je vodil Henrik Guiški, trikrat spopadli za nadzor nad Francijo. Po ponižujočem dnevu barikad (12. maj 1588) je Henrik IV. pobegnil iz Pariza. V Pariz je kljub kraljevi izrecni prepovedi vstopil Henrik I. Guiški, odločen da ubije drznega Henrika Navarskega. V Parizu so zaradi nepriljubljenosti Katoliške zveze nanj naredili atentat.  Po njegovi smrti je Henrik IV. sklenil zavezništvo z Navaro. Kralja sta bila tik pred tem, da s svojo veliko vojsko zavzameta Pariz, ko je kot žrtev atentatorja umrl tudi francoski kralj. Z njegovo smrtjo je moška linija Valoijcev po 261 letih kraljevanja v Franciji ugasnila.

## Nasledstvo
Rodbina Bourbonov se je začela leta 1272, ko se je najmlajši sin kralja Ludvika IX. poročil z dedinjo gospostva Bourbon. Bourboni so bili tri stoletja kadetska veja plemstva, ki je služilo kapetskim in valoijskim kraljem.  
S smrtjo kralja Henrika III. leta 1589, je moška linija  dinastije  Valois izumrla. V skladu s salijskim pravom je novi kralj Francije postal najvišji predstavnik Bourbonov in zavladal kot Henrik IV.

## Seznam valoijskih kraljev Francije

### Valoijci
- Filip VI. Fortunat (1328–1350), sin Karla Valoijskega
- Ivan II. Dobri (1350–1364)
- Karel V. Modri (1364–1380)
- Karel VI. Ljubljeni, kasneje znan kot Nori (1380–1422)
- Karel VII. Zmagoviti (1422–1461)
- Ludvik XI. Preudarni (1461–1483)
- Karel VIII. Prijazni (1483–1498)

### Valois-Orléans
- Ludvik XII., Oče ljudstva (1498–1515), pravnuk Karla V. Francoskega

### Valois-Angoulême
- Franc I.  (1515–1547), pra-pravnuk Karla V. Francoskega
- Henrik II. (1547–1559)
- Franc II. (1559–1560)
- Karel IX  (1560–1574)
- Henrik III. (1574–1589)

Skladno s salijskim pravom je po izumrtju moške linije Valoijcev francoski prestol nasledila hiša Bourbonov, potomcev Ludvika IX.

## Vir
- Robert Knecht. The Valois Kings of France 1328-1589. London 2004.

| * Vladarska hiša *ValoijciPodveja Kapetinške dinastije |                                          |                        |
| Predhodnik: Kapetingi                                  | Vladajoča dinastija Francije 1328–1589   | Naslednik: Bourboni    |
| Predhodnik: Burgundski Kapetingi                       | Vladajoča dinastija Burgundije 1363–1482 | Naslednik: Habsburžani |